# Johanneskirche (Hohenselchow)

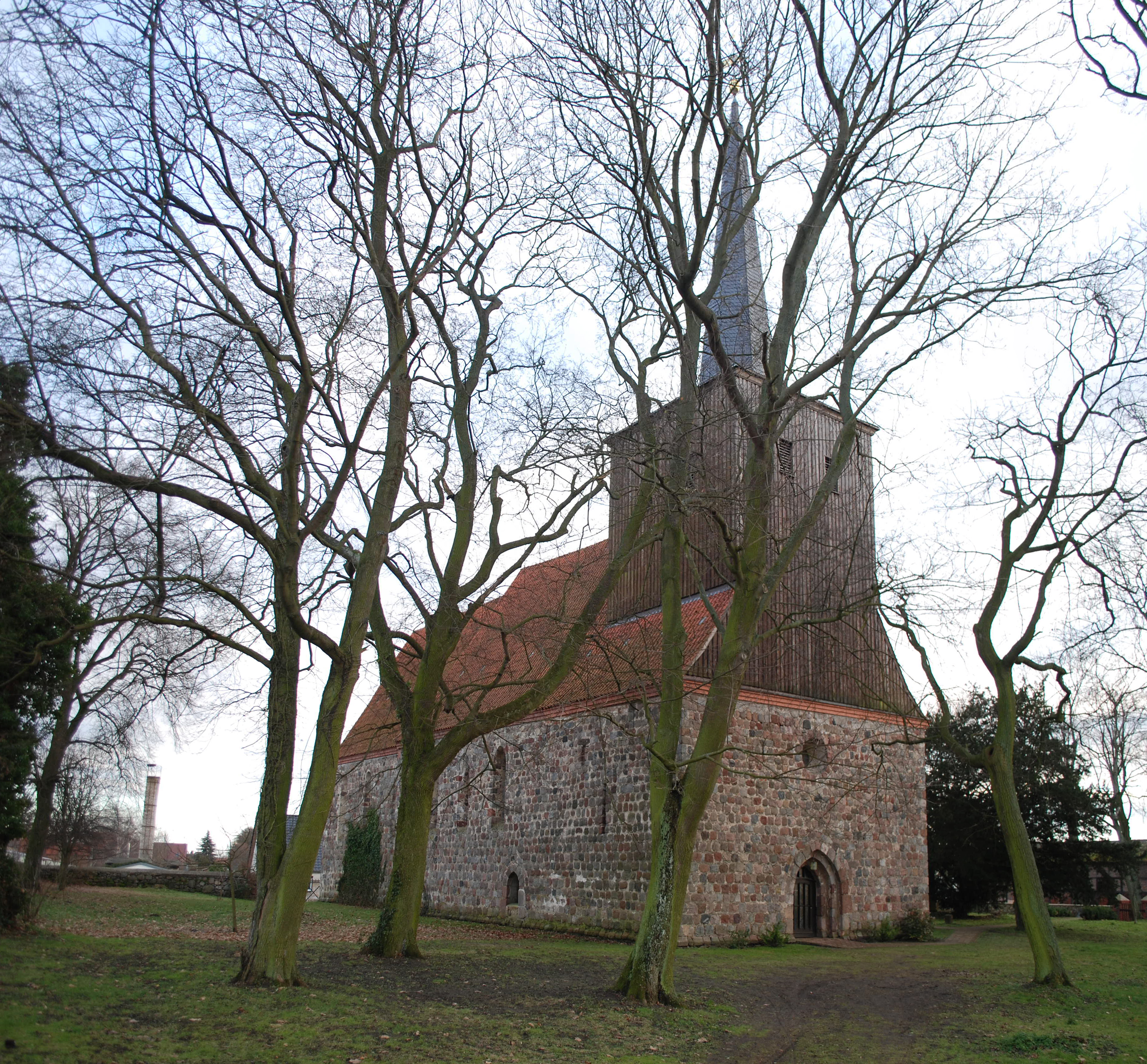
Johanneskirche Hohenselchow

Die evangelische, denkmalgeschützte Johanneskirche steht in Hohenselchow, einer Ortschaft in der Gemeinde Hohenselchow-Groß Pinnow im Landkreis Uckermark von Brandenburg. Die Kirchengemeinde gehört zur Propstei Pasewalk im Pommerschen Evangelischen Kirchenkreis der Evangelisch-Lutherischen Kirche in Norddeutschland.

## Beschreibung
Die Feldsteinkirche aus einem Langhaus, einem eingezogenen rechteckigen Chor im Osten und einem Kirchturm in Breite des Langhauses wurde Mitte des 13. Jahrhunderts gebaut. Dem Kirchturm wurde 1687 ein mit Brettern verkleidetes, wie ein Dachturm wirkendes Geschoss aufgesetzt und mit einem achtseitigen, schiefergedeckten Knickhelm bedeckt. Über dem Portal mit dreifach gestuftem Gewände im Westen befindet sich ein Ochsenauge.
Der Innenraum des Langhauses, in dem 1810 dreiseitige Emporen eingezogen wurden, ist mit einer Holzbalkendecke überspannt. Das Erdgeschoss des Kirchturms hat ein dreiteiliges Gewölbe aus Feldsteinen, in der Mitte ein Kreuzgratgewölbe, seitlich Kreuzrippengewölbe. Das 1710 gebaute Altarretabel wurde 1945 zerstört. Von der Kirchenausstattung blieben die Skulpturen der Evangelisten Johannes, Markus und Lukas erhalten, ferner ein auferstandener Christus und ein schwebender Taufengel. Die 1875 von Friedrich Albert Mehmel für den Betsaal der Thomas-Gemeinde Tribsees gebaute Orgel auf der Empore im Westen hat fünf Register auf einem Manual und Pedal. Sie wurde 1976 hierher umgesetzt und dabei umdisponiert.
Im Turm der Kirche von Hohenselchow brüten regelmäßig Turmfalken und andere Vögel, was mit Hilfe einer Live-Webcam beobachtet werden kann.